# Malå
Malå è una cittadina (tätort) della Svezia settentrionale, situata nella contea di Västerbotten; è il capoluogo amministrativo della municipalità omonima; è diventata famosa per il suo sviluppo post-industriale.